# L'Escala (ort)
L'Escala är en ort i Spanien.   Den ligger i provinsen Província de Girona och regionen Katalonien, i den östra delen av landet, 600 km öster om huvudstaden Madrid. L'Escala ligger 15 meter över havet och antalet invånare är 10 140.
Terrängen runt L'Escala är huvudsakligen platt, men söderut är den kuperad. Havet är nära L'Escala åt nordost.Runt L'Escala är det ganska tätbefolkat, med 124 invånare per kvadratkilometer. Närmaste större samhälle är Roses, 15,6 km norr om L'Escala. 